# Belforte del Chienti
Belforte del Chienti är en ort och kommun i provinsen Macerata i regionen Marche i Italien. Kommunen hade 1 904 invånare (2018).